# Linding Å
Linding Å är ett cirka 9 km långt vattendrag i Danmark.   Det ligger   på Jylland i Region Syddanmark, i den västra delen av landet. Linding Å mynnar i Varde Å.